# Langsdorffia malagasica
Langsdorffia malagasica är en tvåhjärtbladig växtart som först beskrevs av William Fawcett, och fick sitt nu gällande namn av B. Hansen. Langsdorffia malagasica ingår i släktet Langsdorffia och familjen Balanophoraceae. Inga underarter finns listade i Catalogue of Life.